# Enosuchus
Enosuchus es un género extinto de tetrápodos reptiliomorfos. 